# GT40 Avskedsturnén
GT40 Avskedsturnén — прощальный гастрольный тур шведской поп-рок группы Gyllene Tider, приуроченный к сорокалетию коллектива, прошедший летом 2019 года по городам Швеции и Норвегии. По данным норвежской газеты «Dagsavisen» данный гастрольный тур посетили 250 000 человек.
В интервью на шведском телеканале TV4 в программе «Nyhetsmorgon» Пер Гессле и Мике «Сюд» Андерссон подтвердили, что это турне действительно станет последним для группы.
На новость о прощальном гастрольном туре Gyllene Tider написали отклики крупнейшие шведские газеты, некоторые из них называют коллектив «культовой поп-группой» (швед. ikoniska popbandet).
Тем не менее в конце октября 2022 года было объявлено о том, что весной 2023 года группа выпустит новый студийный альбом, а летом 2023 года отправится в гастрольный тур по Скандинавии.

## Общая информация
Пер Гессле начал писать песни для нового альбома Gyllene Tider еще весной 2017 года. На январь 2019, когда было объявлено о прощальном гастрольном туре и предшествующем ему выходе нового студийного альбома «Samma skrot och korn» (это седьмой и последний студийный альбом группы), у музыканта было уже около 20 композиций, работа над которыми и запись происходила во Франции. По заверению самого Гессле, на новом диске он хочет вернуться к немного более «чистому» звучанию, как на первых двух альбомах Gyllene Tider. Продюсером альбома является Кристофер Лундквист, кроме того группа сотрудничала с французскими звукоинженерами в студии, где происходила запись. Решение о юбилейном туре, приуроченном к 40-летию группы было принято еще в 2013 году.
На разогреве на всех концертах в Швеции выступал Крис Клэфорд (Chris Kläfford). На двух концертах в Норвегии разогрева не планируется.

## Музыканты
Помимо классического состава группы из 5 музыкантов, впервые в составе группы приняли участие певица Деа Норберг, которая ранее сотрудничала с Пером Гессле в составе Roxette как бэк-вокалистка, а также Малин-Мю Валл, которая принимала участие в сольном гастрольном туре Гессле в качестве скрипачки и бэк-вокалистки.
- Пер Гессле — вокал, гитара
- Мике «Сюд» Андерссон — ударные, вокал, бэк-вокал
- Матс МП Перссон — гитара
- Йоран Фритцон — клавишные
- Андерс Херрлин — бас

- Деа Норберг — бэк-вокал
- Малин-Мю Валл — скрипка, бэк-вокал

## Список городов
В изначально опубликованном списке городов закрывающими концертами тура были два выступления в Норвегии. Не только поклонники группы, но и СМИ удивились, почему группа решила заканчивать прощальный тур не в родной Швеции: корреспондент «Göteborg-Posten» предлагает организовать финальное выступление на стадионе «Уллеви», на котором группа уже выступала в 2004 году (во время турне, посвящённого своему 25-летию) и побила рекорд Брюса Спрингстина, собрав на шоу 58 984 зрителя.
- 4 июля — Brottet, Хальмстад — распродан полностью, выпущены дополнительные билеты
- 5 июля — Brottet, Хальмстад — распродан полностью, выпущены дополнительные билеты
- 6 июля — Mölleplatsen, Мальмё — распродан полностью
- 10 июля — Замок Софиеру, Хельсинборг — распродан полностью
- 12 июля — Boulognerskogen, Шёвде
- 13 июля — Stångebrofältet, Линчёпинг
- 15 июля — Botaniska Trädgården, Уппсала — распродан полностью
- 17 июля — Pinneviken, Люсекил
- 19 июля — Brunnsparken, Роннебю
- 20 июля — Fredriksskans, Кальмар
- 24 июля — Pite Havsbad, Питео
- 26 июля — Dalhalla, Реттвик — распродан полностью
- 27 июля — Sjöhistoriska, Стокгольм — перенесён на Стокгольмский стадион
- 31 июля — Mariebergsskogen, Карлстад
- 2 августа — Sundbyholms Slott, Эскильстуна
- 3 августа — Slottsskogsvallen, Гётеборг — перенесё на стадион Уллеви
- 8 августа — Sverresborg Museum, Тронхейм, Норвегия
- 9 августа — Dampskipbrygga, Фредрикстад, Норвегия — перенесён на Bjølstadjordet
- 18 августа — Operataket, Осло, Норвегия — распродан полностью